# دیل (بازیکن فوتبال)
دیل (به پرتغالی: Elpídio Barbosa Conceição) مهاجم اهل برزیل است که در شهر São Luís و در تاریخ ۴ مارس ۱۹۷۴ به دنیا آمده‌است.
دیل در تیم فوتبال Goiás سابقهٔ حضور دارد.